# Katherine Merchant
Pour les articles homonymes, voir Merchant.

a Compétitions nationales et continentales officielles uniquement.

b Matchs officiels uniquement.
Katherine Merchant, née le 29 octobre 1985 à Gloucester (Angleterre), est une joueuse internationale anglaise de rugby à XV occupant le poste d'ailier.

## Biographie
Katherine Merchant naît le 29 octobre 1985 à Gloucester. Durant sa jeunesse, elle fréquente l'école du Prince Henry à Evesham, l'Oldfield Académie à Bath, puis l'université de Birmingham, où elle obtient un diplôme en sciences de l'exercice et du sport.
Elle a des capacités pour l'athlétisme comme pour le rugby à XV. Elle commence le rugby en moins de 16 ans à Worcester (en). Elle a connu les sélections de jeunes, des moins de 19 ans et chez les A avant de franchir le dernier palier et de faire des débuts internationaux avec l'équipe d'Angleterre de rugby à XV et de rugby à sept.
Elle est retenue pour la Coupe du monde de rugby à XV 2010, elle dispute trois rencontres comme titulaire du poste d'ailier, une comme remplaçante entrée en jeu ; l'Angleterre s'incline en finale contre la Nouvelle-Zélande 10-13. Elle remporte le Tournoi des Six Nations féminin 2012.
Elle est retenue pour la Coupe du monde 2014, elle dispute deux rencontres de poule à l'aile comme titulaire. Elle marque deux essais contre les Samoa. L'Angleterre termine première de poule avec deux victoires et un match nul 13-13 concédée aux Canadiennes; elle affronte l'Irlande en demi-finale. Elle s'impose puis gagne contre le Canada en finale.
Katherine Merchant a également disputé la Coupe du monde de rugby à sept 2009 et 2013 .
Elle a également été capitaine de Worcester.
Elle est contrainte de mettre un terme à sa carrière en septembre 2014, à la suite de plusieurs commotions cérébrales.
Après l'arrêt de sa carrière, elle entraîne les Wasps, avant de s'occuper de Chesham RFC.

## Palmarès
- Vainqueur du Tournoi des Six Nations en 2007 et 2012.
- Vainqueur de la Coupe du monde en 2014.